# Ahad Kazemi
Ahad Kazemi Sarai, né le 21 mai 1975 est un coureur cycliste iranien.

## Biographie
Il est professionnel au sein d'équipe asiatique entre 2002 et 2010. Il arrête une première fois la compétition en juillet 2010, à la suite d'un contrôle positif au Metenolon. Il est suspendu deux ans.
Il sort de sa retraite en 2015, à 40 ans et rejoint l'équipe Tabriz Petrochemical. En mai 2016, il termine deuxième à domicile du Tour d'Iran - Azerbaïdjan. Il est néanmoins contrôlé positif à la testostérone durant la course et est provisoirement suspendu, tout comme son compatriote Alireza Haghi. Il est finalement suspendu presque 8 ans, soit jusqu'en 2024, et perd ses résultats obtenus à partir de cette course.

## Palmarès
- 1996
  - 2e du Tour d'Azerbaïdjan
  - 3e du Tour de Mevlana
- 1998
  - Classement général du Tour d'Azerbaïdjan
- 1999
  - Classement général du Tour d'Azerbaïdjan
- 2000
  - 7e étape du Tour de Turquie
  - 3e du Tour d'Azerbaïdjan
- 2001
  - Classement général du Tour d'Azerbaïdjan
  - 2e du championnat d'Iran du contre-la-montre
  - 3e du championnat d'Iran sur route
- 2002
  -  Médaillé d'argent au championnat d'Asie sur route
  - 3e du Tour d'Azerbaïdjan
- 2003
  - Classement général du Tour d'Azerbaïdjan
- 2004
  - Classement général du Tour de Turquie
- 2005
  - Tour de Java oriental :
    - Classement général
    - 2e étape

  - 6e étape du Tour of Milad du Nour
  - Tour de Taïwan :
    - Classement général
    - 4e étape

  - 2e du Tour d'Azerbaïdjan
- 2006
  -  Champion d'Iran sur route
  - Prologue du Tour d'Azerbaïdjan
  - 5e étape du Tour of Milad du Nour (contre-la-montre par équipes)
  - 2e du Tour d'Azerbaïdjan
  - 3e de l'UCI Asia Tour
- 2007
  - Classement général du Tour d'Islamabad
  - 3e et 8e étapes du Tour d'Azerbaïdjan
  - 4e étape du Tour of Milad du Nour
  - Tour de Thaïlande :
    - Classement général
    - 4e étape

  - 2e du championnat d'Iran sur route
  - 2e du Tour of Milad du Nour
- 2008
  - President Tour of Iran :
    - Classement général
    - 4e étape

  - Tour of Milad du Nour :
    - Classement général
    - 2e étape

  - 2e du Tour de Java oriental
- 2009
  - Tour d'Azerbaïdjan :
    - Classement général
    - 2e étape

  - 1re étape du Tour d'Indonésie (contre-la-montre par équipes)
- 2015
  - 8e étape du Tour de Singkarak
  - 2e étape du Tour de Fuzhou
  - 2e du championnat d'Iran sur route
  - 2e du Tour de Fuzhou
- 2016
  - 2e du Tour d'Iran - Azerbaïdjan

## Classements mondiaux
| Année           | 2005 | 2006 | 2007 | 2008 | 2009 | 2010 |
| --------------- | ---- | ---- | ---- | ---- | ---- | ---- |
| UCI Asia Tour   | 9e   | 3e   | 8e   | 6e   | 67e  | 29e  |
| UCI Europe Tour |      |      | 890e |      |      |      |